# Rhoptromyrmex opacus
Rhoptromyrmex opacus är en myrart som beskrevs av Carlo Emery 1909. Rhoptromyrmex opacus ingår i släktet Rhoptromyrmex och familjen myror. Inga underarter finns listade i Catalogue of Life.